# 모리 나가나오
모리 나가나오(일본어: 森長直, 1673년 1월 9일 ~ 1722년 10월 4일)는 빗추 니시에바라번 제2대 번주, 하리마 아코번 초대 번주이다.
쓰야마번주 모리 나가쓰구의 8남으로 태어났다. 부친 나가쓰구가 은거 중에 쓰야마 번주였던 나가나오의 동생 아쓰토시가 개역당하여 나가쓰구는 니시에바라번으로 입번하여 다시 번주 및 모리 가의 당주가 되었다. 그로부터 1년 후 나가쓰구는 세상을 떠나고 나가나오가 가독을 잇게 된다.
나가나오는 말년까지 아들이 없어서 데릴사위 모리 나가타카가 가독을 잇게 되었다.